# فرهنگستان علوم اخلاقی و سیاسی فرانسه

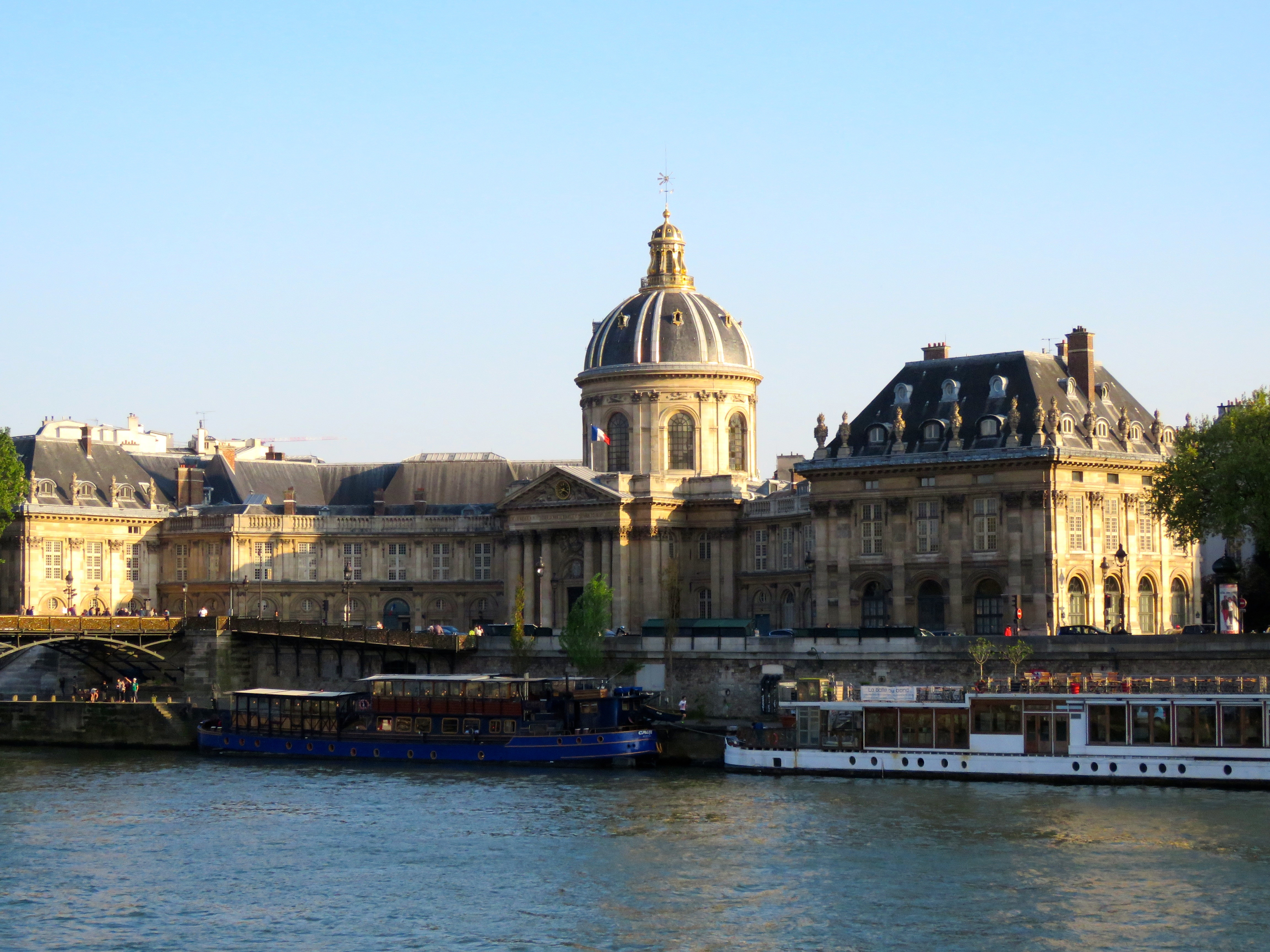
فرهنگستان تاریخی

فرهنگستان علوم اخلاقی و سیاسی فرانسه (به فرانسوی: Académie des sciences morales et politiquesعلفف) انجمنی دانشگاهی در فرانسه و یکی از پنج فرهنگستان تشکیل‌دهنده بنیاد فرانسه است.
این فرهنگستان در سال ۱۷۹۵ گشایش یافت. در سال ۱۸۰۳، پس از انقلاب فرانسه، سرکوب شد و سه دهه بعد در ۱۸۳۲ با درخواست فرانسوا گیزو از پادشاه لوئی فیلیپ بازگشایی یافت.
فرهنگستان علوم اخلاقی و سیاسی پنج بخش دارد و هدف اصلی آن بحث دربارهٔ فلسفه، حقوق و جزا، اقتصاد سیاسی و آمار، تاریخ کلی و فلسفی، سیاست، مدیریت، مالیه است. این فرهنگستان سالیانه چندین جایزه و مدال به اندیشمندان حوزه علوم انسانی از سراسر جهان اهدا می‌کند.